# 소이 카우보이

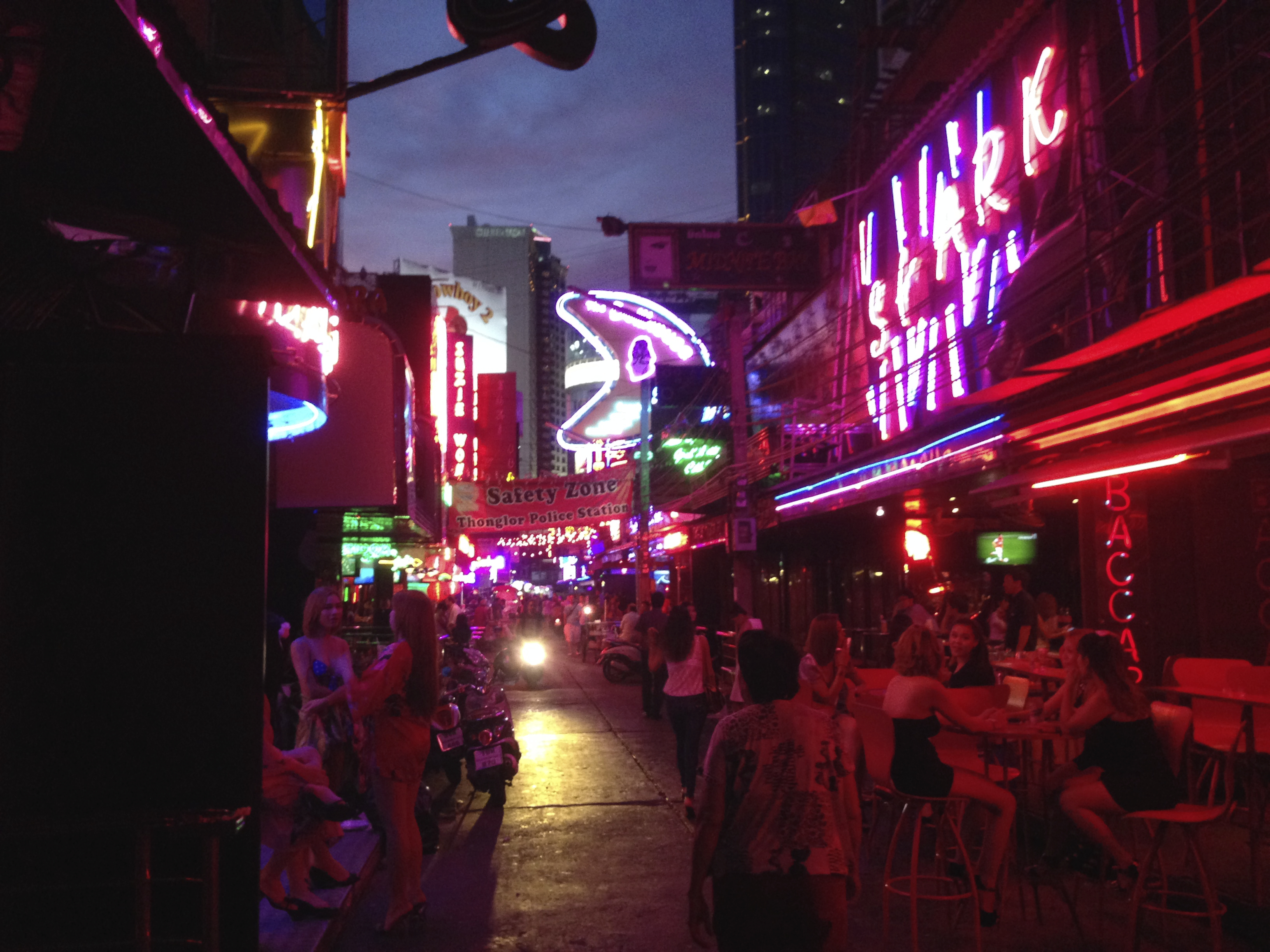
소이 카우보이

소이 카우보이(Soi Cowbow)는 태국 방콕에 있는 홍등가이다.